# Antoine Détourné
Antoine Détourné, né en 1981, est un homme politique français. Il est président du Mouvement des jeunes socialistes de novembre 2007 à novembre 2009.

## Biographie
Originaire de Tincques dans le Pas-de-Calais, il fait ses études à l'Institut d'études politiques de Paris (promotion 2003). En outre, Antoine Détourné est inscrit à la Faculté des sciences juridiques et politiques de l'université d'Artois.
Après la défaite socialiste au premier tour de l'élection présidentielle le 21 avril 2002 et l'arrivée de Jean-Marie Le Pen au second tour, Antoine Détourné adhère « au PS, au MJS et à l'UNEF dans la même semaine. » En 2005, il devient secrétaire national à la formation du MJS. Lors de la primaire interne au PS pour choisir le candidat à l'élection présidentielle de 2007, Antoine Détourné déclare avoir voté pour Laurent Fabius.
En novembre 2007, il devient président du Mouvement des jeunes socialistes, succédant ainsi à Razzy Hammadi lors du VIIIe congrès du MJS à Bordeaux—Saint-Médard-en-Jalles. Il est élu par 95,2 % des délégués. En novembre 2009, Laurianne Deniaud lui succède.
Après avoir été membre de Réformer, club politique animé par Martine Aubry, il est l'un des responsables de Transformer à gauche[réf. nécessaire].
Il devient ensuite secrétaire-adjoint de la section socialiste d'Arras et un des secrétaires fédéraux responsable du laboratoire des idées de la fédération socialiste du Pas-de-Calais.
Il est candidat du Parti socialiste aux élections cantonales de mars 2011. Il se présente dans le Pas-de-Calais, sur le Canton d'Arras-Ouest, où il est battu, obtenant 49,87 % des voix au second tour, par Denise Bocquillet, candidate du MoDem.
En 2014, il est élu conseiller municipal d'opposition à Arras et conseiller communautaire de la Communauté urbaine d'Arras. En 2020, il est réélu conseiller municipal d'opposition sur la liste Arras écologie.
Pour l'élection législative de 2017 dans la deuxième circonscription du Pas-de-Calais, la députée PS sortante Jacqueline Maquet décide de se représenter sous l'étiquette du parti La République en marche. Le PS exclut alors Jacqueline Maquet du parti et investit Antoine Détourné comme candidat (avec Françoise Montel en suppléante),.
Depuis l'été 2017, Antoine Détourné est membre de Génération.s, mouvement lancé par Benoît Hamon après les élections présidentielles.